# 보스니아 헤르체고비나 공화국
보스니아 헤르체고비나 공화국(세르보크로아트어: Republika Bosna i Hercegovina, Република Босна и Херцеговина 레푸블리카 보스나 이 헤르체고비나[*])은 오늘날의 보스니아 헤르체고비나의 전신이다. 1992년부터 보스니아 헤르체고비나 헌법이 제헌된 1995년까지 존재했다. 이 기간 내내 세르비아계 국민들과 크로아티아계 국민들이 각각 자신들의 국가인 스릅스카 공화국과 헤르체그보스니아 크로아티아 공화국을 세우겠다고 준동하여 보스니아 내전이 벌어졌다.
1994년 워싱턴 합의에 따라 보스니아계가 보스니아 헤르체고비나 연방의 성립을 체결하며 크로아티아계를 지지하고 나섰고, 1995년 데이턴 협정에 의해 세르비아계의 스릅스카 공화국이 "보스니아 헤르체고비나 연방"과 따로 연합을 꾸리는 형태로 오늘날의 보스니아 헤르체고비나가 탄생했다.

## 같이 보기
- 보스니아 헤르체고비나 연방
- 스릅스카 공화국